# Guds Allraheligaste Moders förböns kyrka, Derbent
Guds Allraheligaste Moders förböns kyrka (ryska: Церковь Покрова Пресвятой Богородицы; translitteration: Tserkov Pokrova Presvjatoj Bogoroditsi) är en rysk-ortodox kyrkobyggnad, belägen vid Lenin-gatan 22 i staden Derbent i delrepubliken Dagestan, i norra Kaukasien i sydvästra Ryssland.
Kyrkan är helgad åt högtiden Guds Moders Beskydd och tillhör Machatjkalas stift.

## Historik
År 1894 togs frågan upp om att bygga en ny söndagsskola. Skolan började att byggas den 7 januari 1899, då grundstenen lades och invigdes den 7 januari året efter.
År 1901 uppfördes ett altare i skolan, vilket gav upphov till en kyrkskola, som invigdes den 1 oktober 1901 av biskop Vladimir av Vladikavkaz.
1902 uppfördes en ny byggnad på gården, som togs i bruk 1903.
1939 stängdes kyrkan, men som lämnades tillbaka till den lokala församlingen 1943.
Den 14 oktober 2009 utförde biskop Alexander Ishchein en stor invigning för kyrkan, som hade genomgått restaureringar. Samma år byggdes klocktornet.

## Inventarier
2009 installerades en ny ikonostas.

## Terroristattack
Den 23 juni 2024 blev kyrkan, tillsammans med en synagoga, utsatt för en terroristattack, då ärkepräst Nikolaj Kotelnikov blev halshuggen. Han blev 66 år och hade tjänstgjort i den Rysk-ortodoxa kyrkan i över 40 år.

## Bilder

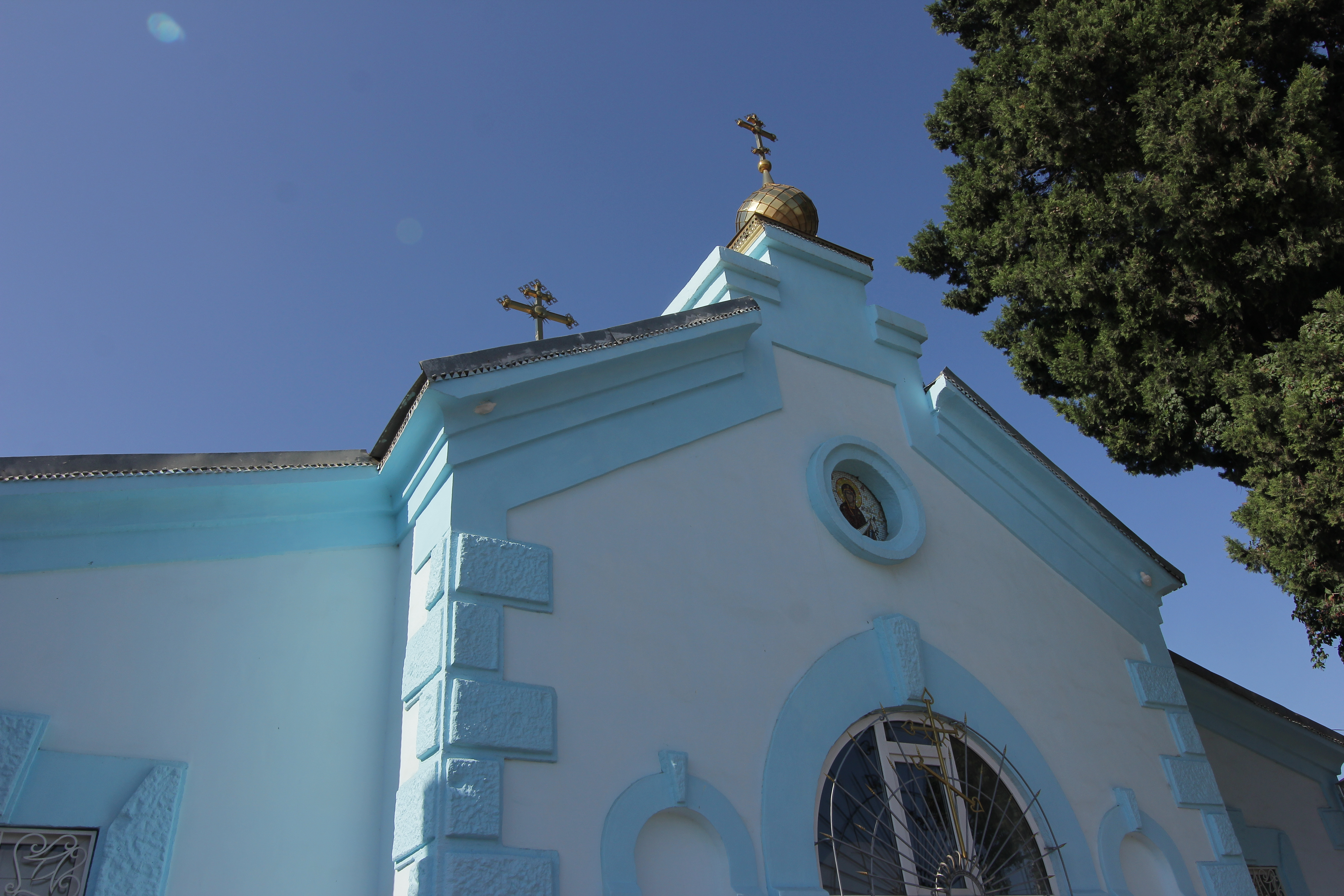
Närmare bild på fasaden.
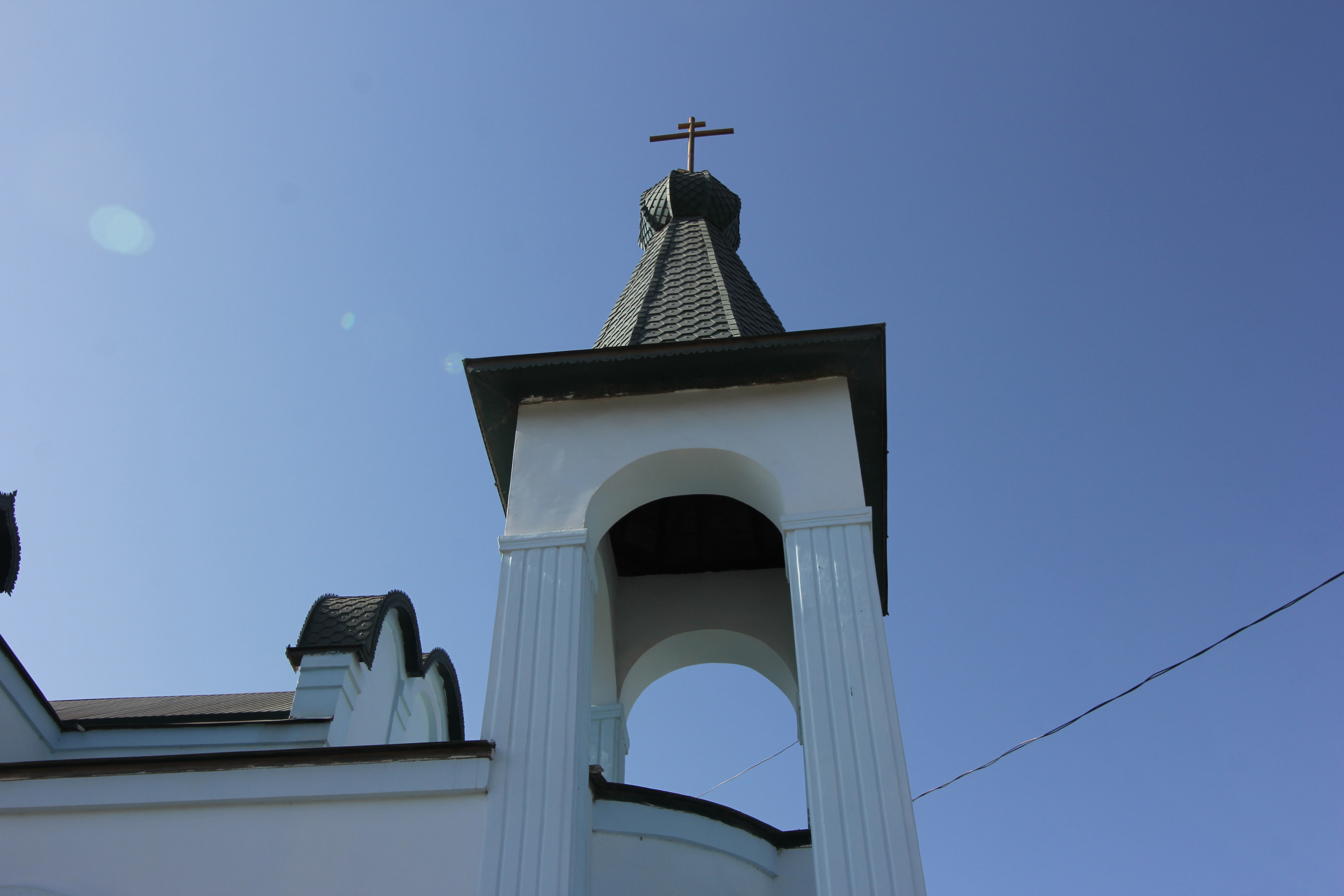
Närmare bild på klocktornet.